# Aïn Merane
Aïn Merane (în arabă عين مران) este o comună din provincia Chlef, Algeria.
Populația comunei este de 51.326 de locuitori (2008).